# SN 2009bg
SN 2009bg – supernowa typu Ia odkryta 17 marca 2009 roku w galaktyce A132710+3130. W momencie odkrycia miała maksymalną jasność 19,20m.